# Kirche Gillersheim

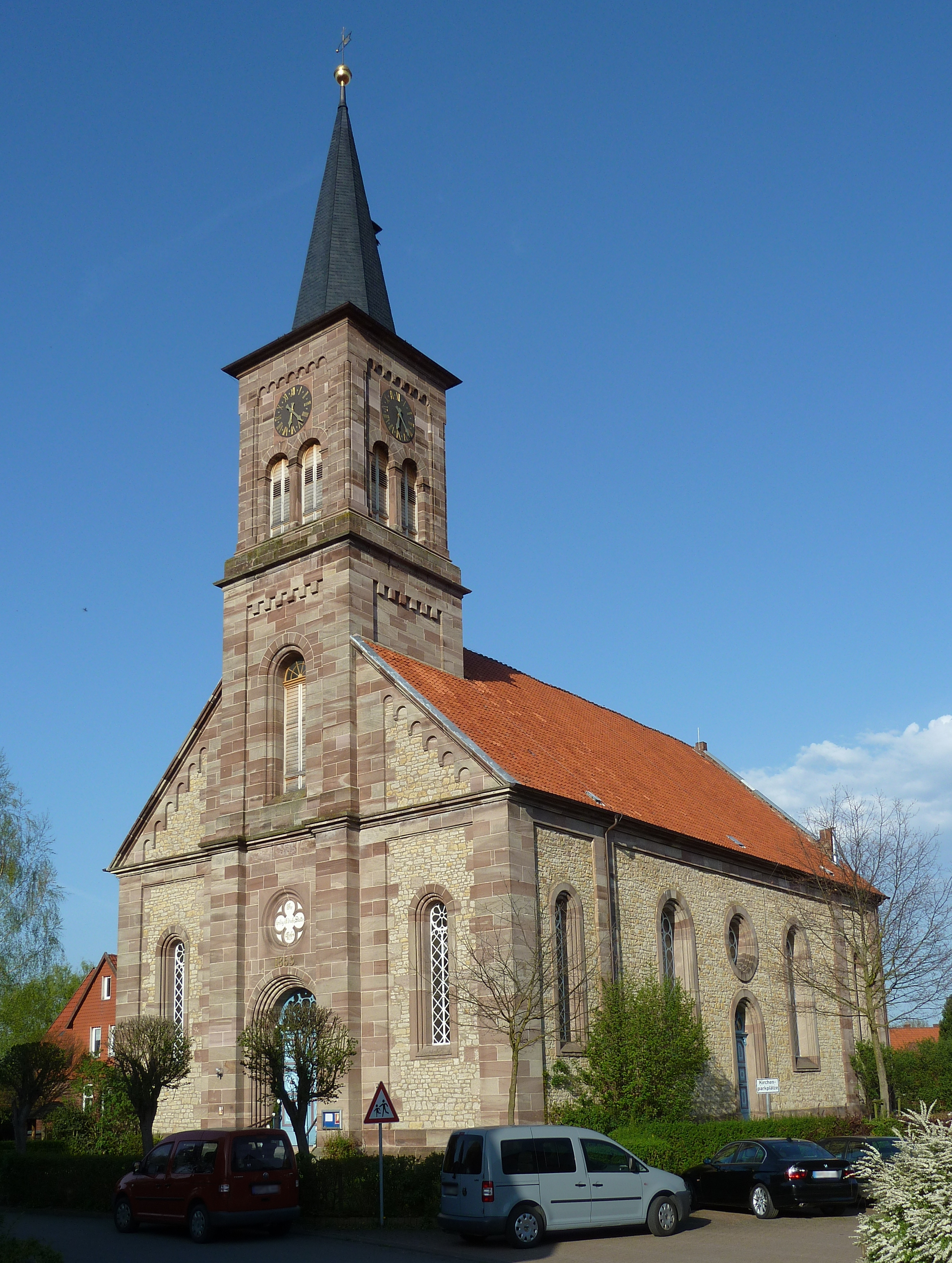
Kirche Gillersheim

Die evangelisch-lutherische, denkmalgeschützte Kirche Gillersheim steht in Gillersheim, eine Ortschaft der Gemeinde Katlenburg-Lindau im Landkreis Northeim von Niedersachsen. Die Kirchengemeinde gehört zum Kirchenkreis Leine-Solling im Sprengel Hildesheim-Göttingen der Evangelisch-lutherischen Landeskirche Hannovers.

## Beschreibung
Die alte Kirche war zu klein geworden, deshalb wurde sie 1853 abgerissen. Die neue Saalkirche im neuromanischen Baustil war 1853 fertiggestellt, wie an der Vorderseite des Dachturms über dem Portal und unterhalb eines Vierpasses steht. Die Mauern sind aus Bruchsteinen und mit Lisenen und Ecksteinen aus Sandstein gegliedert. Die Gewände der Bogenfenster sind ebenfalls aus Sandstein. Der Turm trägt einen spitzen schiefergedeckten Helm. 
Der Innenraum wird durch die Kanzelaltarwand mit drei Statuen geprägt. Es sind in der Mitte der Auferstandene, links der Apostel Petrus mit Schlüssel und Buch und rechts Paulus mit Briefen und Schwert. Die erste Orgel wurde 1853 von August von Werder gebaut. 1912 wurde sie durch eine neue Orgel von P. Furtwängler & Hammer im alten Prospekt ersetzt. 1978 wurde wiederum im alten Prospekt eine Orgel von Martin Haspelmath mit 13 Registern, verteilt auf ein Manual und ein Pedal, gebaut.